# سادا وليامز
سادا وليامز (بالإنجليزية: Sada Williams) هي عداءة سريعة باربادوسية، ولدت في 1 ديسمبر 1997.

## وصلات خارجية
- سادا وليامز على موقع الاتحاد الدولي لألعاب القوى (الإنجليزية)
- سادا وليامز على موقع اللجنة الأولمبية الدولية (الإنجليزية)
- سادا وليامز على موقع أوليمبيديا (الإنجليزية)